# Dmytro Nazarow
Dmytro Arkadijowycz Nazarow (ukr. Дмитро Аркадійович Назаров; ur. 3 sierpnia 1977) – ukraiński piłkarz, grający na pozycji obrońcy.

## Kariera piłkarska

### Kariera klubowa
Wychowanek klubu Tawrija Symferopol, w którym rozpoczął karierę piłkarską. 24 maja 1994 debiutował w Wyszczej lidze w meczu z Nywą Winnica (2:2). Po 8 latach spędzonych w klubie we wrześniu 2002 został piłkarzem PFK Sewastopol. Na początku 2004 przeniósł się do Metałurha Mariupol. W rundzie jesiennej sezonu 2005/06 bronił barw Dynamo-IhroSerwis Symferopol. Potem występował w amatorskim zespole. Dopiero jesienią 2007 podpisał kontrakt z PFK Sewastopol. W styczniu 2008 powrócił do Tawrii Symferopol. A w następnym roku z przyjściem nowego trenera Serhija Puczkowa klub zrezygnował z usług piłkarza. W marcu 2009 ponownie podpisał kontrakt z PFK Sewastopol, w którym występował do lata 2009.

### Kariera reprezentacyjna
W 1994 występował w juniorskiej reprezentacji Ukrainy, która na juniorskich mistrzostwach Europy w 1994, rozgrywanych w Irlandii, zajęła 3. miejsce. Potem bronił barw reprezentacji U-18 oraz młodzieżowej reprezentacji Ukrainy.

## Sukcesy i odznaczenia

### Sukcesy reprezentacyjne
- brązowy medalista Mistrzostw Europy U-16: 1994